# Zirara
Zirara (franska: Zirara (CR), Zirara (Commune Rurale), arabiska: الصفافعة) är en kommun i Marocko.   Den ligger i provinsen Sidi Kacem och regionen Rabat-Salé-Kénitra, i den nordöstra delen av landet, 100 km öster om huvudstaden Rabat. Antalet invånare är 8 319.